# Ministre d'Espanya
Un ministre d'Espanya és un càrrec polític en l'administració pública central espanyola i membre del govern d'Espanya junt al President del Govern d'Espanya. Són els òrgans individuals més importants d'aquesta administració i estan especialitzats en les branques d'aquesta, anomenades ministeris o departaments ministerials. Diversifiquen l'activitat administrativa estatal i recondueixen els diversos òrgans que formen els ministeris.

## Funcions
Les funcions dels ministres són:
- Preparar i presentar al Govern avantprojectes de llei o de drets que tracten assumptes relatius a la seua competència.
- Exercit la potestat reglamentària respecte matèries de la seua competència.
- Resoldre els recursos contra les resolucions dels organismes i autoritats del Departament,[1] excepte si una llei especial autoritza altre recurs.[3]
- Resoldre discussions entre autoritats administratives que depenen del departament.
- Nomenar i separar autoritats i funcionaris del Departament quan no siga competència de les Comissions Delegades del Govern o del Consell de Ministres.
- Destinar i promocionar els funcionaris del Departament quan siga competència del ministre.
- Signar els contractes dels assumptes propis del Departament en nom de l'estat.
- Formular l'avantprojecte de pressupostos del Departament.
- Diposar les despeses dels serveis del Ministeri que no estiguen reservats a la competència del Consell de Ministres i interessar del Ministeri d'Hisenda l'ordenació del pagament corresponent.[4]

## Tipus de ministres
Hi ha ministres amb estatus de fet especial que es dediquen a un departament especialment important per a l'Estat, com són el Ministeri d'Economia i Hisenda i el Ministeri d'Interior. Es caracteritzen per tindre una influència superior a la resta, condicionant les altres malgrat que sense seguir una jerarquia formal.
Davant els superministeris hi ha els ministeris menors. Solen durar un govern i solen combinar-se amb altres.
Destaquen també els departament de coordinació com són el de Presidència o el de Relacions amb les Corts i de la Secretaria del Govern.
També hi ha els ministres sense cartera, que realitzen funcions que no es corresponen exclusivament a un departament. No gestionen cap ministeri però poden dirigir un òrgan menor que aquest.

## Història
Durant l'edat moderna, el rei nomenava ministres per no carregar ell sol de les tasques de l'administració. Així, delega en persones que haurien de ser capacitades.
José Ramón Urquijo Goitia trobà que les llistes cronològiques de ministres d'Espanya anteriors a la seua (del 2001) contenien nombroses errades.
El segle xix, els ministres aconseguiren més importància que els secretaris d'estat perquè els problemes eren massa grans com per no permetre governar a persones de cierta competència. Ferran VII establí els Ministeris de la Guerra, d'Hisenda i el de Gràcia i Justícia. Malgrat l'existència dels ministres, el consell d'individus anomenats la camarilla no deixà de ser el govern a l'ombra.
Els ministres espanyols durant la dictadura de Francisco Franco es caracteritzaren des de la Llei de Règim Jurídic de l'Administració de l'Estat de 1957 per tindre les competències i les funcions definides mitjançant una enumeració tancada en l'article 14.